# Nioman (osiedle)
Nioman (biał. Нёман; ros. Нёман, Nioman) – osiedle na Białorusi, w obwodzie mińskim, w rejonie stołpeckim, w sielsowiecie Szaszki, przy drodze republikańskiej R54.

## Historia
Powstał w Związku Sowieckim. Od 1991 w niepodległej Białorusi.